# Teoma
Teoma (du gaélique écossais teòma « expert »), était un moteur de recherche internet fondé en avril 2000 par le professeur Apostolos Gerasoulis et ses collègues à l'Université Rutgers dans le New Jersey. Le professeur Tao Yang de l'Université de Californie à Santa Barbara a co-dirigé la technologie R&D. Leur recherche est issue du projet DiscoWeb de 1998. La recherche initiale a été publiée dans le document "DiscoWeb: application de l’analyse de lien à la recherche sur le Web",. 

## Histoire
Le moteur de recherche Teoma a été lancé officiellement en avril 2001.
Ask Jeeves, Inc a acquis Teoma le 18 septembre 2001 pour plus de 1,5 million de dollars. Le 9 janvier 2002, Ask Jeeves a annoncé l'intégration de la technologie de recherche de Teoma dans Ask Jeeves. 
Teoma 2.0 est sorti le 21 janvier 2003, apportant des améliorations à la pertinence des résultats de recherche, des ajouts aux outils de recherche et des fonctions de recherche plus avancées. 
Le 26 février 2006, le moteur de recherche Teoma a été renommé et redirigé vers search.ask.com. À la mi-avril 2010, Teoma a repris ses activités avec des résultats de recherche similaires à Ask. 
En décembre 2010, Ask.com avait appelé l'algorithme Teoma «algorithme ExpertRank». 

## Croissance
En 2002, Nielsen // NetRatings a annoncé une croissance de 175% de Teoma, ce qui en fait le troisième moteur de recherche le plus populaire aux États-Unis. La croissance d'une année à l'autre de Teoma en termes de nombre de recherches de 2002 à 2003 a été de 51%. 